# Wereldbeker schaatsen 2007/2008 - Wereldbeker 4
De vierde Wereldbekerwedstrijd langebaanschaatsen in het seizoen 2007-2008 vond plaats op 7, 8 en 9 december 2007 in Thialf in Heerenveen.
| Programma                | |
| Datum                    | Onderdeel                                                                                           |
| vrijdag 7 december 2007  | 1e 500m vrouwen 1e 500m mannen 3000m vrouwen 1500m mannen                                           |
| zaterdag 8 december 2007 | 2e 500m mannen 1500m vrouwen 5000m mannen                                                           |
| zondag 9 december 2007   | 2e 500m vrouwen 1000m mannen 1000m vrouwen ploegenachtervolging mannen ploegenachtervolging vrouwen |

## Mannen

### 1e 500 meter
| A-divisie | A-divisie           | A-divisie | A-divisie |
| rang      | schaatser           | tijd      | punten    |
| --------- | ------------------- | --------- | --------- |
| Goud      | Tucker Fredricks    | 34,89     | 100       |
| Zilver    | Lee Kyou-hyuk       | 35,00     | 80        |
| Brons     | Mun Joon            | 35,05     | 70        |
| 4         | Keiichiro Nagashima | 35,10     | 60        |
| 5         | Lee Kang-seok       | 35,12     | 50        |
| 6         | Joji Kato           | 35,14     | 45        |
| 7         | An Weijiang         | 35,15     | 40        |
| 8         | Dmitri Lobkov       | 35,18     | 36        |
| 9         | Yu Fengtong         | 35,21     | 32        |
| 10        | Mika Poutala        | 35,32     | 28        |
| 11        | Lee Ki-Ho           | 35,34     | 24        |
| 12        | Jan Smeekens        | 35,36     | 21        |
| 13        | Vincent Labrie      | 35,45     | 18        |
| 14        | Pekka Koskela       | 35,47     | 16        |
| 15        | Akio Ota            | 35,56     | 14        |
| 16        | Kip Carpenter       | 35,63     | 12        |
| 17        | Tadashi Obara       | 35,73     | 10        |
| 18        | Yuya Oikawa         | 35,83     | 8         |
| 19        | Denny Morrison      | 35,86     | 6         |
| 20        | Mike Ireland        | DNF       | 0         |

| B-divisie | B-divisie                | B-divisie | B-divisie |
| rang      | schaatser                | tijd      | punten    |
| --------- | ------------------------ | --------- | --------- |
| 1         | Simon Kuipers            | 35,28     | 25        |
| 2         | Zhang Zhongqi            | 35,39     | 19        |
| 3         | Erben Wennemars          | 35,69     | 15        |
| 4         | Jan Bos                  | 35,74     | 11        |
| 5         | Aleksey Yesin            | 35,84     | 8         |
| 6         | Pasi Koskela             | 35,88     | 6         |
| 6         | Maciej Ustynowicz        | 35,88     | 6         |
| 8         | Muncef Ouardi            | 36,00     | 2         |
| 9         | Anton Hahn               | 36,08     | 1         |
| 10        | Yunlong Jiao             | 36,12     | 0         |
| 11        | Aleksandr Lebedev        | 36,18     | 0         |
| 11        | Dag-Erik Kleven          | 36,18     | 0         |
| 13        | Konrad Niedźwiedzki      | 36,26     | 0         |
| 13        | Shani Davis              | 36,26     | 0         |
| 15        | Nico Ihle                | 36,29     | 0         |
| 16        | Nikita Yevteyev          | 36,33     | 0         |
| 17        | Tuomas Nieminen          | 36,35     | 0         |
| 18        | François Olivier Roberge | 36,52     | 0         |
| 19        | Chris Needham            | 36,59     | 0         |
| 20        | Vladimir Sjerstjuk       | 36,86     | 0         |
| 21        | Patrick Wirth            | 36,90     | 0         |
| 22        | Aleksandr Komar          | 37,16     | 0         |
| 23        | Mateusz Stasiowski       | 37,26     | 0         |
| 23        | Tyler Goff               | 37,26     | 0         |
| 25        | Christofer Tsimaras      | 37,40     | 0         |
| 26        | Piotr Puszkarski         | 37,75     | 0         |
| 27        | José Ignacio Fazio       | 38,30     | 0         |
| 28        | Szabolcs Szőllősi        | 38,55     | 0         |
| 29        | Cristian Mustatea        | 38,56     | 0         |
| 30        | Jurre Trouw              | DQ        | 0         |

### 2e 500 meter
| A-divisie | A-divisie           | A-divisie | A-divisie |
| rang      | schaatser           | tijd      | punten    |
| --------- | ------------------- | --------- | --------- |
| Goud      | Lee Kang-seok       | 34,92     | 100       |
| Zilver    | Joji Kato           | 34,94     | 80        |
| Brons     | Mun Joon            | 34,96     | 70        |
| 4         | Mika Poutala        | 35,03     | 60        |
| 5         | Lee Kyou-hyuk       | 35,05     | 50        |
| 6         | Tucker Fredricks    | 35,09     | 45        |
| 7         | Dmitri Lobkov       | 35,19     | 40        |
| 8         | Keiichiro Nagashima | 35,31     | 36        |
| 8         | Lee Ki-Ho           | 35,31     | 36        |
| 10        | Jan Smeekens        | 35,37     | 28        |
| 11        | Yu Fengtong         | 35,47     | 24        |
| 12        | Yuya Oikawa         | 35,53     | 21        |
| 12        | Tadashi Obara       | 35,53     | 21        |
| 14        | An Weijiang         | 35,55     | 16        |
| 15        | Kip Carpenter       | 35,68     | 14        |
| 16        | Akio Ota            | 35,69     | 12        |
| 17        | Vincent Labrie      | 35,85     | 10        |
| 18        | Denny Morrison      | 35,89     | 8         |

| B-divisie | B-divisie                 | B-divisie | B-divisie |
| rang      | schaatser                 | tijd      | punten    |
| --------- | ------------------------- | --------- | --------- |
| 1         | Simon Kuipers             | 35,48     | 25        |
| 2         | Zhang Zhongqi             | 35,62     | 19        |
| 3         | Jan Bos                   | 35,84     | 15        |
| 4         | Maciej Ustynowicz         | 35,96     | 11        |
| 5         | Yunlong Jiao              | 35,99     | 8         |
| 6         | Jurre Trouw               | 36,05     | 6         |
| 7         | Anton Hahn                | 36,07     | 4         |
| 8         | Nico Ihle                 | 36,22     | 2         |
| 9         | Tuomas Nieminen           | 36,33     | 1         |
| 10        | Jacques de Koning         | 36,34     | 0         |
| 11        | François Olivier Roberge  | 36,38     | 0         |
| 11        | Muncef Ouardi             | 36,38     | 0         |
| 13        | Shani Davis               | 36,43     | 0         |
| 13        | Christoffer Fagerli Rukke | 36,43     | 0         |
| 15        | Chris Needham             | 36,44     | 0         |
| 16        | Tyler Goff                | 36,85     | 0         |
| 17        | Patrick Wirth             | 36,93     | 0         |
| 18        | Nikita Yevteyev           | 37,06     | 0         |
| 19        | Aleksandr Komar           | 37,07     | 0         |
| 20        | Aleksej Zjigin            | 37,24     | 0         |
| 21        | Vladimir Sjerstjuk        | 37,29     | 0         |
| 22        | Dag-Erik Kleven           | 37,35     | 0         |
| 23        | Lauri Potka               | 37,49     | 0         |
| 24        | Christofer Tsimaras       | 37,77     | 0         |
| 25        | Mateusz Stasiowski        | 37,79     | 0         |
| 26        | Cristian Mustatea         | 38,28     | 0         |
| 27        | José Ignacio Fazio        | 38,34     | 0         |
| 28        | Szabolcs Szőllősi         | 39,46     | 0         |

### 1000 meter
| A-divisie | A-divisie                | A-divisie | A-divisie |
| rang      | schaatser                | tijd      | punten    |
| --------- | ------------------------ | --------- | --------- |
| Goud      | Shani Davis              | 1.08,39   | 100       |
| Zilver    | Denny Morrison           | 1.08,71   | 80        |
| Brons     | Lee Kyou-hyuk            | 1.08,80   | 70        |
| Brons     | Erben Wennemars          | 1.08,80   | 70        |
| 5         | Jan Bos                  | 1.08,99   | 50        |
| 6         | Mun Joon                 | 1.09,01   | 45        |
| 7         | Mark Tuitert             | 1.09,04   | 40        |
| 8         | Mika Poutala             | 1.09,78   | 36        |
| 9         | Kip Carpenter            | 1.09,84   | 32        |
| 10        | Håvard Bøkko             | 1.10,16   | 28        |
| 11        | Lee Ki-Ho                | 1.10,17   | 24        |
| 12        | Dmitri Lobkov            | 1.10,18   | 21        |
| 13        | Remco Olde Heuvel        | 1.10,25   | 18        |
| 14        | Mikael Flygind-Larsen    | 1.10,59   | 16        |
| 15        | François Olivier Roberge | 1.10,69   | 14        |
| 16        | Samuel Schwarz           | 1.11,34   | 12        |
| 17        | Yu Fengtong              | 1.11,45   | 10        |
| 18        | Lee Kang-seok            | 1.12,23   | 8         |
| 19        | Keiichiro Nagashima      | 1.14,57   | 6         |
| 20        | Simon Kuipers            | val       | 0         |

| B-divisie | B-divisie           | B-divisie | B-divisie |
| rang      | schaatser           | tijd      | punten    |
| --------- | ------------------- | --------- | --------- |
| 1         | Aleksey Yesin       | 1.10,41   | 25        |
| 2         | Pasi Koskela        | 1.10,68   | 19        |
| 3         | Konrad Niedźwiedzki | 1.10,78   | 15        |
| 4         | Dag-Erik Kleven     | 1.10,80   | 11        |
| 5         | Maciej Ustynowicz   | 1.10,82   | 8         |
| 6         | Jan Friesinger      | 1.10,85   | 6         |
| 7         | Tadashi Obara       | 1.10,87   | 4         |
| 8         | Vincent Labrie      | 1.10,93   | 2         |
| 9         | An Weijiang         | 1.11,04   | 1         |
| 10        | Nick Pearson        | 1.11,08   | 0         |
| 11        | Aleksandr Lebedev   | 1.11,34   | 0         |
| 12        | Zhang Zhongqi       | 1.11,35   | 0         |
| 13        | Joji Kato           | 1.11,40   | 0         |
| 14        | Tuomas Nieminen     | 1.11,42   | 0         |
| 15        | Chris Needham       | 1.11,61   | 0         |
| 16        | Choi Jae-bong       | 1.11,84   | 0         |
| 17        | Vitalij Michajlov   | 1.11,88   | 0         |
| 18        | Takaharu Nakajima   | 1.11,90   | 0         |
| 19        | Nico Ihle           | 1.11,99   | 0         |
| 20        | Tucker Fredricks    | 1.12,32   | 0         |
| 21        | Jarmo Valtonen      | 1.12,44   | 0         |
| 22        | Steven Elm          | 1.12,47   | 0         |
| 23        | Patrick Wirth       | 1.12,53   | 0         |
| 24        | Aleksej Zjigin      | 1.12,91   | 0         |
| 25        | Pascal Briand       | 1.12,96   | 0         |
| 26        | Nikita Yevteyev     | 1.13,10   | 0         |
| 27        | Piotr Puszkarski    | 1.13,30   | 0         |
| 28        | Vladimir Sjerstjuk  | 1.13,50   | 0         |
| 29        | Jeff Kitura         | 1.13,53   | 0         |
| 30        | Yuya Oikawa         | 1.13,77   | 0         |
| 31        | Aleksandr Komar     | 1.14,80   | 0         |
| 32        | Maksim Pedos        | 1.15,90   | 0         |
| 33        | Stephan Bittner     | 1.16,26   | 0         |
| 34        | José Ignacio Fazio  | 1.16,27   | 0         |
| 34        | Christofer Tsimaras | 1.16,27   | 0         |
| 36        | Cristian Mustatea   | 1.16,44   | 0         |
| 37        | Martin Hänggi       | 1.16,75   | 0         |
| 38        | Szabolcs Szőllősi   | 1.17,09   | 0         |

### 1500 meter
| A-divisie | A-divisie             | A-divisie | A-divisie |
| rang      | schaatser             | tijd      | punten    |
| --------- | --------------------- | --------- | --------- |
| Goud      | Sven Kramer           | 1.45,21   | 100       |
| Zilver    | Denny Morrison        | 1.45,34   | 80        |
| Brons     | Mark Tuitert          | 1.45,54   | 70        |
| 4         | Shani Davis           | 1.45,66   | 60        |
| 5         | Simon Kuipers         | 1.45,79   | 50        |
| 6         | Håvard Bøkko          | 1.46,19   | 45        |
| 7         | Ivan Skobrev          | 1.46,56   | 40        |
| 8         | Erben Wennemars       | 1.46,61   | 36        |
| 9         | Chad Hedrick          | 1.46,79   | 32        |
| 10        | Jevgeni Lalenkov      | 1.47,09   | 28        |
| 11        | Enrico Fabris         | 1.47,22   | 24        |
| 12        | Tom Prinsen           | 1.47,78   | 21        |
| 13        | Stefan Heythausen     | 1.47,81   | 18        |
| 14        | Arne Dankers          | 1.48,11   | 16        |
| 15        | Steven Elm            | 1.48,19   | 14        |
| 16        | Konrad Niedźwiedzki   | 1.48,29   | 12        |
| 17        | Mikael Flygind-Larsen | 1.48,52   | 10        |
| 18        | Dmitri Babenko        | 1.49,29   | 8         |
| 19        | Robert Lehmann        | 1.50,05   | 6         |
| 20        | Aleksandr Lebedev     | 1.50,15   | 5         |

| B-divisie | B-divisie                 | B-divisie | B-divisie |
| rang      | schaatser                 | tijd      | punten    |
| --------- | ------------------------- | --------- | --------- |
| 1         | Gao Xuefeng               | 1.48,33   | 25        |
| 2         | Lee Jong-Woo              | 1.48,54   | 19        |
| 3         | Trevor Marsicano          | 1.48,85   | 15        |
| 4         | Christoffer Fagerli Rukke | 1.49,15   | 11        |
| 5         | Samuel Schwarz            | 1.49,46   | 8         |
| 6         | François Olivier Roberge  | 1.49,51   | 6         |
| 7         | Pascal Briand             | 1.49,66   | 4         |
| 8         | Vitalij Michajlov         | 1.49,99   | 2         |
| 9         | Jeff Kitura               | 1.50,06   | 1         |
| 10        | Matteo Anesi              | 1.50,07   | 0         |
| 10        | Aleksey Yesin             | 1.50,07   | 0         |
| 12        | Jörg Dallmann             | 1.50,53   | 0         |
| 13        | Sverre Haugli             | 1.50,56   | 0         |
| 14        | Choi Jae-bong             | 1.50,65   | 0         |
| 15        | Jan Friesinger            | 1.50,90   | 0         |
| 16        | Aleksej Zjigin            | 1.51,27   | 0         |
| 17        | Nick Pearson              | 1.51,45   | 0         |
| 18        | Daniel Friberg            | 1.51,53   | 0         |
| 19        | Naoki Yasuda              | 1.51,57   | 0         |
| 20        | Takaharu Nakajima         | 1.51,61   | 0         |
| 21        | Luca Stefani              | 1.51,84   | 0         |
| 22        | Xingyu Song               | 1.52,09   | 0         |
| 23        | Alexis Contin             | 1.52,12   | 0         |
| 24        | Christian Pichler         | 1.52,78   | 0         |
| 25        | Piotr Puszkarski          | 1.52,92   | 0         |
| 26        | Roger Schneider           | 1.53,17   | 0         |
| 27        | Jarmo Valtonen            | 1.53,48   | 0         |
| 28        | Hiroki Hirako             | 1.53,77   | 0         |
| 29        | Shigeyuki Dejima          | 1.53,89   | 0         |
| 30        | Lauri Potka               | 1.54,10   | 0         |
| 31        | Milan Sáblík              | 1.54,94   | 0         |
| 32        | Maksim Pedos              | 1.55,02   | 0         |
| 33        | Vadim Vysotski            | 1.55,53   | 0         |
| 34        | Marian Cristian Ion       | 1.55,61   | 0         |
| 35        | Kris Schildermans         | 1.56,86   | 0         |
| 36        | Cristian Mustatea         | 1.57,24   | 0         |
| 37        | José Ignacio Fazio        | 1.57,42   | 0         |
| 38        | Pavel Kulma               | 1.57,52   | 0         |
| 39        | Szabolcs Szőllősi         | 1.57,67   | 0         |
| 40        | Byung-Wook Ko             | 1.57,88   | 0         |
| 41        | Stephan Bittner           | 1.58,23   | 0         |
| 42        | Rico Litscher             | 2.03,28   | 0         |

### 5000 meter
| A-divisie | A-divisie            | A-divisie | A-divisie |
| rang      | schaatser            | tijd      | punten    |
| --------- | -------------------- | --------- | --------- |
| Goud      | Sven Kramer          | 6.15,26   | 100       |
| Zilver    | Håvard Bøkko         | 6.18,35   | 80        |
| Brons     | Shani Davis          | 6.21,36   | 70        |
| 4         | Wouter Olde Heuvel   | 6.21,54   | 60        |
| 5         | Bob de Jong          | 6.26,87   | 50        |
| 6         | Arne Dankers         | 6.27,10   | 45        |
| 7         | Chad Hedrick         | 6.27,45   | 40        |
| 8         | Tobias Schneider     | 6.27,75   | 36        |
| 9         | Odd Bohlin Borgersen | 6.27,85   | 32        |
| 10        | Tom Prinsen          | 6.28,38   | 28        |
| 11        | Justin Warsylewicz   | 6.29,63   | 24        |
| 12        | Øystein Grødum       | 6.31,32   | 21        |
| 13        | Sverre Haugli        | 6.31,90   | 18        |
| 14        | Hiroki Hirako        | 6.32,99   | 16        |
| 15        | Marco Weber          | 6.34,85   | 14        |
| 16        | Henrik Christiansen  | 6.34,96   | 12        |
| 17        | Roger Schneider      | 6.35,72   | 10        |
| 18        | Dmitri Babenko       | 6.36,97   | 8         |
| 19        | Robert Lehmann       | 6.37,77   | 6         |
| 20        | Tristan Loy          | 6.38,23   | 5         |

| B-divisie | B-divisie              | B-divisie | B-divisie |
| rang      | schaatser              | tijd      | punten    |
| --------- | ---------------------- | --------- | --------- |
| 1         | Arjen van der Kieft    | 6.32,48   | 25        |
| 2         | Lucas Makowsky         | 6.32,88   | 19        |
| 3         | Xingyu Song            | 6.34,08   | 15        |
| 4         | Sławomir Chmura        | 6.34,89   | 11        |
| 5         | Steven Elm             | 6.38,14   | 8         |
| 6         | Artjom Beloesov        | 6.38,16   | 6         |
| 7         | Robert Kustra          | 6.39,09   | 4         |
| 8         | Trevor Marsicano       | 6.39,23   | 2         |
| 9         | Gao Xuefeng            | 6.39,46   | 1         |
| 10        | Sebastian Druszkiewicz | 6.39,73   | 0         |
| 11        | Matteo Anesi           | 6.40,30   | 0         |
| 12        | Pascal Briand          | 6.41,30   | 0         |
| 13        | Vitalij Michajlov      | 6.43,60   | 0         |
| 14        | Moritz Geisreiter      | 6.44,33   | 0         |
| 15        | Christian Pichler      | 6.45,09   | 0         |
| 16        | Luca Stefani           | 6.46,68   | 0         |
| 17        | Byung-Wook Ko          | 6.46,81   | 0         |
| 18        | Aaron Sadlier          | 6.47,83   | 0         |
| 19        | Alexis Contin          | 6.47,98   | 0         |
| 20        | Igor Dziuba            | 6.48,17   | 0         |
| 21        | Denis Yuskov           | 6.48,91   | 0         |
| 22        | Marian Cristian Ion    | 6.49,06   | 0         |
| 23        | Shigeyuki Dejima       | 6.49,26   | 0         |
| 24        | Kris Schildermans      | 6.50,18   | 0         |
| 25        | Patrick Meek           | 6.50,74   | 0         |
| 26        | Naoki Yasuda           | 6.51,83   | 0         |
| 27        | Maksim Pedos           | 6.53,47   | 0         |
| 28        | Robert Brandt          | 6.53,94   | 0         |
| 29        | Milan Sáblík           | 6.56,81   | 0         |
| 30        | Nico Dorsch            | 6.58,22   | 0         |
| 31        | Joel Eriksson          | 6.59,18   | 0         |
| 32        | Jarmo Valtonen         | 6.59,39   | 0         |
| 33        | Vladimir Kostin        | 7.00,62   | 0         |
| 34        | Martin Hänggi          | 7.03,02   | 0         |
| 35        | Frank Fiers            | 7.06,63   | 0         |
| 36        | Roman Smirnov          | 7.09,15   | 0         |
| 37        | Szabolcs Szőllősi      | 7.11,47   | 0         |
| 38        | Asier Peña Iturria     | 7.13,08   | 0         |
| 39        | Johan Röjler           | DNF       | 0         |
| 40        | Pavel Kulma            | DQ        | 0         |

### Ploegenachtervolging
| Uitslag | Uitslag   | Uitslag                        | Uitslag | Uitslag |
| rang    | land      | schaatsers                     | tijd    | punten  |
| ------- | --------- | ------------------------------ | ------- | ------- |
| Goud    | Nederland | Kramer, Olde Heuvel, Wennemars | 3.40,57 | 100     |
| Zilver  | Canada    | Dankers, Morrison, Warsylewicz | 3.42,82 | 80      |
| Brons   | Rusland   | Joenin, Lalenkov, Skobrev      | 3.45,22 | 70      |
| 4       | Noorwegen | Bøkko, Christiansen, Haugli    | 3.45,50 | 60      |
| 5       | Duitsland | Heythausen, Schneider, Weber   | 3.46,90 | 50      |
| 6       | Italië    | Anesi, Fabris, Stefani         | 3.47,46 | 45      |
| 7       | Polen     | Chmura, Kustra, Niedźwiedzki   | 3.47,77 | 40      |
| 8       | Zweden    | Eriksson, Friberg, Röjler      | 3.47,91 | 36      |
| 9       | Japan     | Dejima, Hirako, Yasuda         | 3.51,02 | 32      |
| 10      | Frankrijk | Briand, Contin, Loy            | 3.54,32 | 28      |
| 11      | Tsjechië  | Haselberger, Kulma, Sáblík     | 4.02,17 | 24      |
| 12      | Roemenië  | Anghel, Ion, Mustatea          | DNF     | 21      |

## Vrouwen

### 1e 500 meter
| A-divisie | A-divisie         | A-divisie | A-divisie |
| rang      | schaatsster       | tijd      | punten    |
| --------- | ----------------- | --------- | --------- |
| Goud      | Wang Beixing      | 37,96     | 100       |
| Zilver    | Jenny Wolf        | 38,03     | 80        |
| Brons     | Annette Gerritsen | 38,53     | 70        |
| 4         | Judith Hesse      | 38,75     | 60        |
| 5         | Anni Friesinger   | 38,78     | 50        |
| 6         | Margot Boer       | 38,82     | 45        |
| 7         | Lee Sang-hwa      | 38,86     | 40        |
| 8         | Joelia Nemaja     | 38,87     | 36        |
| 9         | Bo-Ra Lee         | 38,92     | 32        |
| 9         | Svetlana Kajkan   | 38,92     | 32        |
| 11        | Shannon Rempel    | 38,96     | 24        |
| 12        | Heike Hartmann    | 38,98     | 21        |
| 13        | Sayuri Yoshii     | 38,99     | 18        |
| 14        | Xing Aihua        | 39,02     | 16        |
| 15        | Marianne Timmer   | 39,06     | 14        |
| 15        | Shihomi Shinya    | 39,06     | 14        |
| 17        | Sayuri Osuga      | 39,10     | 10        |
| 18        | Chiara Simionato  | 39,20     | 8         |
| 19        | Yukari Watanabe   | 39,94     | 6         |
| 20        | Zhang Shuang      | 43,36     | 5         |

| B-divisie | B-divisie              | B-divisie | B-divisie |
| rang      | schaatsster            | tijd      | punten    |
| --------- | ---------------------- | --------- | --------- |
| 1         | Christine Nesbitt      | 38,93     | 25        |
| 2         | Elli Ochowicz          | 39,15     | 19        |
| 3         | Jin Peiyu              | 39,44     | 15        |
| 3         | Sanne van der Star     | 39,44     | 15        |
| 5         | Nao Kodaira            | 39,54     | 8         |
| 5         | You-Lim Kim            | 39,54     | 8         |
| 7         | Jekaterina Malysjeva   | 39,61     | 4         |
| 8         | Cindy Klassen          | 39,73     | 2         |
| 9         | Jekaterina Lobysjeva   | 39,85     | 1         |
| 10        | Svetlana Radkevitsj    | 40,01     | 0         |
| 11        | Gabriele Hirschbichler | 40,03     | 0         |
| 12        | Natasja Bruintjes      | 40,08     | 0         |
| 13        | Danielle Wotherspoon   | 40,40     | 0         |
| 14        | Kim Weger              | 40,46     | 0         |
| 15        | Bianca Anghel          | 40,57     | 0         |
| 16        | Lauren Cholewinski     | 40,63     | 0         |
| 17        | Paulina Wallin         | 40,86     | 0         |
| 18        | Natalia Czerwonka      | 40,96     | 0         |
| 19        | Anna Badayeva          | 41,00     | 0         |
| 20        | Claudia Wallin         | 41,10     | 0         |
| 21        | Karolina Ksyt          | 41,20     | 0         |
| 22        | Yelena Myagkikh        | 41,82     | 0         |
| 23        | Susanna Potka          | 42,22     | 0         |

### 2e 500 meter
| A-divisie | A-divisie         | A-divisie | A-divisie |
| rang      | schaatsster       | tijd      | punten    |
| --------- | ----------------- | --------- | --------- |
| Goud      | Jenny Wolf        | 37,81     | 100       |
| Zilver    | Wang Beixing      | 37,92     | 80        |
| Brons     | Lee Sang-hwa      | 38,59     | 70        |
| 4         | Annette Gerritsen | 38,64     | 60        |
| 5         | Sayuri Yoshii     | 38,73     | 50        |
| 6         | Sayuri Osuga      | 38,76     | 45        |
| 7         | Chiara Simionato  | 38,78     | 40        |
| 8         | Margot Boer       | 38,79     | 36        |
| 9         | Svetlana Kajkan   | 38,86     | 32        |
| 10        | Xing Aihua        | 38,87     | 28        |
| 11        | Heike Hartmann    | 38,90     | 24        |
| 11        | Shihomi Shinya    | 38,90     | 24        |
| 13        | Marianne Timmer   | 38,91     | 18        |
| 14        | Shannon Rempel    | 39,08     | 16        |
| 14        | Judith Hesse      | 39,08     | 16        |
| 16        | Bo-Ra Lee         | 39,09     | 12        |
| 17        | Zhang Shuang      | 39,13     | 10        |
| 18        | Yukari Watanabe   | 39,67     | 8         |
| 19        | Joelia Nemaja     | 59,85     | 6         |

| B-divisie | B-divisie              | B-divisie | B-divisie |
| rang      | schaatsster            | tijd      | punten    |
| --------- | ---------------------- | --------- | --------- |
| 1         | Elli Ochowicz          | 39,19     | 25        |
| 2         | Pamela Zoellner        | 39,28     | 19        |
| 3         | Sanne van der Star     | 39,45     | 15        |
| 4         | Nao Kodaira            | 39,48     | 11        |
| 5         | Jin Peiyu              | 39,56     | 8         |
| 6         | You-Lim Kim            | 39,73     | 6         |
| 7         | Jekaterina Malysjeva   | 39,86     | 4         |
| 8         | Natasja Bruintjes      | 39,96     | 2         |
| 9         | Svetlana Radkevitsj    | 39,98     | 1         |
| 10        | Gabriele Hirschbichler | 40,09     | 0         |
| 11        | Kim Weger              | 40,18     | 0         |
| 11        | Lauren Cholewinski     | 40,18     | 0         |
| 13        | Danielle Wotherspoon   | 40,27     | 0         |
| 14        | Bianca Anghel          | 40,59     | 0         |
| 15        | Anna Badayeva          | 41,05     | 0         |
| 16        | Claudia Wallin         | 41,12     | 0         |
| 17        | Yelena Myagkikh        | 42,00     | 0         |
| 18        | Nicole Garrido         | 42,22     | 0         |
| 19        | Karolina Ksyt          | DQ        | 0         |
| 20        | Natalia Czerwonka      | DNS       | 0         |

### 1000 meter
| A-divisie | A-divisie            | A-divisie | A-divisie |
| rang      | schaatsster          | tijd      | punten    |
| --------- | -------------------- | --------- | --------- |
| Goud      | Anni Friesinger      | 1.15,34   | 100       |
| Zilver    | Christine Nesbitt    | 1.15,66   | 80        |
| Brons     | Chiara Simionato     | 1.16,14   | 70        |
| Brons     | Wang Beixing         | 1.16,14   | 70        |
| 5         | Kristina Groves      | 1.16,37   | 50        |
| 6         | Ireen Wüst           | 1.16,45   | 45        |
| 7         | Shannon Rempel       | 1.16,68   | 40        |
| 8         | Cindy Klassen        | 1.16,89   | 36        |
| 9         | Marianne Timmer      | 1.16,90   | 32        |
| 10        | Sayuri Yoshii        | 1.16,96   | 28        |
| 11        | Annette Gerritsen    | 1.17,10   | 24        |
| 12        | Heike Hartmann       | 1.17,19   | 21        |
| 13        | Marrit Leenstra      | 1.17,32   | 18        |
| 14        | Judith Hesse         | 1.17,81   | 16        |
| 15        | Paulien van Deutekom | 1.17,91   | 14        |
| 16        | Monique Angermüller  | 1.18,18   | 12        |
| 17        | Svetlana Kajkan      | 1.18,35   | 10        |
| 18        | Zhang Shuang         | 1.18,86   | 8         |
| 19        | Shihomi Shinya       | 1.18,96   | 6         |
| 20        | Brittany Schussler   | 1.55,36   | 5         |

| B-divisie | B-divisie           | B-divisie | B-divisie |
| rang      | schaatsster         | tijd      | punten    |
| --------- | ------------------- | --------- | --------- |
| 1         | You-Lim Kim         | 1.18,05   | 25        |
| 2         | Elli Ochowicz       | 1.18,68   | 19        |
| 3         | Pamela Zoellner     | 1.18,79   | 15        |
| 4         | Nao Kodaira         | 1.18,82   | 11        |
| 5         | Katarzyna Wójcicka  | 1.18,84   | 8         |
| 6         | Joelia Nemaja       | 1.19,18   | 6         |
| 7         | Bo-Ra Lee           | 1.19,31   | 4         |
| 8         | Lee Sang-hwa        | 1.19,50   | 2         |
| 9         | Natalya Rybakova    | 1.19,65   | 1         |
| 10        | Jin Peiyu           | 1.19,83   | 0         |
| 11        | Xing Aihua          | 1.20,28   | 0         |
| 12        | Yuliya Skokova      | 1.20,34   | 0         |
| 13        | Bianca Anghel       | 1.20,41   | 0         |
| 14        | Martina Sáblíková   | 1.20,50   | 0         |
| 15        | Karolina Ksyt       | 1.21,38   | 0         |
| 16        | Daniela Oltean      | 1.21,49   | 0         |
| 17        | Yelena Myagkikh     | 1.21,77   | 0         |
| 18        | Anzhelika Gavrilova | 1.22,94   | 0         |
| 19        | Claudia Wallin      | 1.24,76   | 0         |

### 1500 meter
| A-divisie | A-divisie            | A-divisie | A-divisie |
| rang      | schaatsster          | tijd      | punten    |
| --------- | -------------------- | --------- | --------- |
| Goud      | Anni Friesinger      | 1.55,98   | 100       |
| Zilver    | Kristina Groves      | 1.56,18   | 80        |
| Brons     | Christine Nesbitt    | 1.56,56   | 70        |
| 4         | Paulien van Deutekom | 1.56,79   | 60        |
| 5         | Ireen Wüst           | 1.57,34   | 50        |
| 6         | Claudia Pechstein    | 1.57,79   | 45        |
| 7         | Cindy Klassen        | 1.58,36   | 40        |
| 8         | Renate Groenewold    | 1.58,42   | 36        |
| 9         | Daniela Anschütz     | 1.58,44   | 32        |
| 10        | Diane Valkenburg     | 1.58,63   | 28        |
| 11        | Martina Sáblíková    | 1.58,89   | 24        |
| 12        | Chiara Simionato     | 1.59,29   | 21        |
| 13        | Shannon Rempel       | 1.59,48   | 18        |
| 14        | Jinjin Xu            | 1.59,62   | 16        |
| 15        | Brittany Schussler   | 1.59,81   | 14        |
| 16        | Jekaterina Lobysjeva | 1.59,89   | 12        |
| 17        | Katarzyna Wójcicka   | 2.00,39   | 10        |
| 18        | Katrin Mattscherodt  | 2.00,54   | 8         |
| 19        | Maki Tabata          | 2.00,79   | 6         |
| 20        | Anna Rokita          | 2.03,79   | 5         |

| B-divisie | B-divisie            | B-divisie | B-divisie |
| rang      | schaatsster          | tijd      | punten    |
| --------- | -------------------- | --------- | --------- |
| 1         | Wang Fei             | 1.58,10   | 25        |
| 2         | Lee Ju-youn          | 2.00,72   | 19        |
| 3         | Annette Gerritsen    | 2.01,66   | 15        |
| 4         | You-Lim Kim          | 2.02,19   | 11        |
| 5         | Hiromi Otsu          | 2.02,23   | 8         |
| 6         | Monique Angermüller  | 2.02,38   | 6         |
| 7         | Catherine Raney      | 2.02,53   | 4         |
| 8         | Bianca Anghel        | 2.03,02   | 2         |
| 9         | Natalya Rybakova     | 2.03,45   | 1         |
| 10        | Jekaterina Malysjeva | 2.03,49   | 0         |
| 11        | Luiza Zlotkowska     | 2.04,46   | 0         |
| 11        | So-Yeon Lee          | 2.04,46   | 0         |
| 13        | Natalia Czerwonka    | 2.04,48   | 0         |
| 14        | Joelija Jasenok      | 2.04,63   | 0         |
| 15        | Masako Hozumi        | 2.04,84   | 0         |
| 16        | Shiho Ishizawa       | 2.04,85   | 0         |
| 17        | Jin Peiyu            | 2.04,98   | 0         |
| 18        | Daniela Oltean       | 2.05,17   | 0         |
| 19        | Anna Ringsred        | 2.05,27   | 0         |
| 20        | Andrea Jirků         | 2.06,70   | 0         |
| 21        | Cathrine Grage       | 2.07,33   | 0         |
| 22        | Yelena Myagkikh      | 2.07,59   | 0         |
| 23        | Mia Manganello       | 2.09,62   | 0         |
| 24        | Yekaterina Lukoanova | 2.11,02   | 0         |
| 25        | Martina Windhager    | 2.13,81   | 0         |

### 3000 meter
| A-divisie | A-divisie           | A-divisie | A-divisie |
| rang      | schaatsster         | tijd      | punten    |
| --------- | ------------------- | --------- | --------- |
| Goud      | Renate Groenewold   | 4.02,64   | 100       |
| Zilver    | Martina Sáblíková   | 4.04,22   | 80        |
| Brons     | Ireen Wüst          | 4.06,12   | 70        |
| 4         | Claudia Pechstein   | 4.06,27   | 60        |
| 5         | Kristina Groves     | 4.06,70   | 50        |
| 6         | Clara Hughes        | 4.07,31   | 45        |
| 7         | Daniela Anschütz    | 4.07,62   | 40        |
| 8         | Gretha Smit         | 4.09,35   | 36        |
| 9         | Diane Valkenburg    | 4.09,47   | 32        |
| 10        | Catherine Raney     | 4.09,85   | 28        |
| 11        | Wang Fei            | 4.10,09   | 24        |
| 12        | Katrin Mattscherodt | 4.10,22   | 21        |
| 13        | Cindy Klassen       | 4.10,53   | 18        |
| 14        | Katarzyna Wójcicka  | 4.11,02   | 16        |
| 15        | Maki Tabata         | 4.12,88   | 14        |
| 16        | Lee Ju-youn         | 4.13,46   | 12        |
| 17        | Masako Hozumi       | 4.13,94   | 10        |
| 18        | Brittany Schussler  | 4.14,08   | 8         |
| 19        | Hiromi Otsu         | 4.15,43   | 6         |
| 20        | Shiho Ishizawa      | 4.20,25   | 5         |

| B-divisie | B-divisie            | B-divisie | B-divisie |
| rang      | schaatsster          | tijd      | punten    |
| --------- | -------------------- | --------- | --------- |
| 1         | Paulien van Deutekom | 4.09,64   | 25        |
| 2         | Anna Rokita          | 4.15,02   | 19        |
| 3         | Stephanie Beckert    | 4.15,83   | 15        |
| 4         | Andrea Jirků         | 4.16,32   | 11        |
| 5         | Jinjin Xu            | 4.16,73   | 8         |
| 6         | Nicole Garrido       | 4.16,77   | 6         |
| 7         | Bianca Anghel        | 4.17,00   | 4         |
| 8         | Alexandra Lipp       | 4.18,24   | 2         |
| 9         | So-Yeon Lee          | 4.18,93   | 1         |
| 10        | Luiza Zlotkowska     | 4.19,08   | 0         |
| 11        | Natalya Rybakova     | 4.20,39   | 0         |
| 12        | Cathrine Grage       | 4.21,22   | 0         |
| 13        | Anna Ringsred        | 4.21,78   | 0         |
| 14        | Natalia Czerwonka    | 4.22,26   | 0         |
| 15        | Joelija Jasenok      | 4.26,96   | 0         |
| 16        | Daniela Oltean       | 4.27,33   | 0         |
| 17        | Andrea Lazarescu     | 4.29,18   | 0         |
| 18        | Mia Manganello       | 4.29,45   | 0         |
| 19        | Martina Windhager    | 4.31,08   | 0         |
| 20        | Nele Armée           | 4.32,67   | 0         |
| 21        | Renata Karabova      | 4.41,74   | 0         |

### Ploegenachtervolging
| Uitslag | Uitslag          | Uitslag                              | Uitslag | Uitslag |
| rang    | land             | schaatsers                           | tijd    | punten  |
| ------- | ---------------- | ------------------------------------ | ------- | ------- |
| Goud    | Nederland        | Van Deutekom, Groenewold, Valkenburg | 3.00,54 | 100     |
| Zilver  | Canada           | Klassen, Nesbitt, Schussler          | 3.02,87 | 80      |
| Brons   | Rusland          | Abramova, Likhatsjova, Lobysjeva     | 3.03,81 | 70      |
| 4       | Japan            | Hozumi, Ishizawa, Otsu               | 3.05,70 | 60      |
| 5       | Duitsland        | Beckert, Lipp, Mattscherodt          | 3.08,70 | 50      |
| 6       | Verenigde Staten | Manganello , Raney, Ringsred         | 3.09,68 | 45      |
| 7       | Polen            | Czerwonka, Wójcicka, Zlotkowska      | 3.13,09 | 40      |
| 8       | Roemenië         | Anghel, Lazarescu, Oltean            | 3.15,67 | 36      |
| 9       | Wit-Rusland      | Badajeva, Jasenok, Radkevitsj        | 3.19,01 | 32      |